# Ivan Silva
Ivan Silva Alberola (Barcelona, 12 de junho de 1982) é um motociclista da MotoGP nascido na Espanha.